# (562274) 2015 XW379
(562274) 2015 XW379 est un centaure d'environ 235 km de diamètre.